# European Physiology Modules

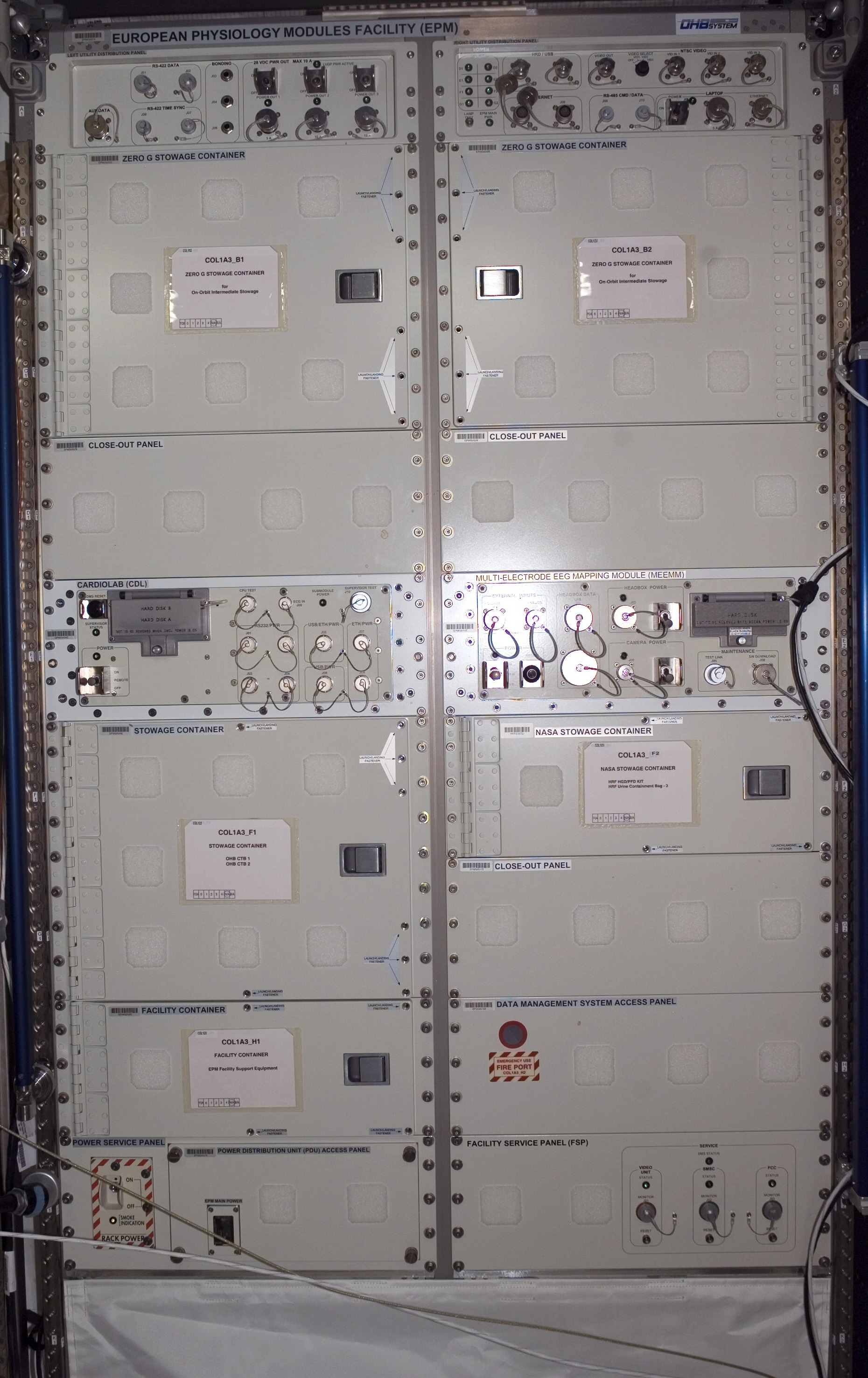
Imatge de la NASA: ISS016E031846 - European Physiology Module (EPM) instal·lat en le laboratori Columbus. Imatge presa durant l'Expedició 16.

El European Physiology Module (EPM) és un International Standard Payload Rack pel Laboratori Columbus a bord de l'Estació Espacial Internacional. L'armari de l'EPM va ser fabricat per OHB-System a Bremen.
L'EPM permet uns millors coneixements sobre els efectes del vol espacial en el cos humà. Les investigacions típiques resulten abastir estudis neurocientífics, cardiovasculars, i estudis físiològics com també investigacions metabòl·liques.
L'EPM realitza proves fisiològiques i biomèdiques i transmet dades a la Terra per a anàlisis més detallats. Les dades resultants proporcionaran una millor comprensió dels processos del cos humà en un ambient de microgravetat.
L'EPM proveeix d'equips per a l'estudi del cos humà, incloent tres mòduls científics: dos mòduls actius, el CARDIOLAB i el MEEMM, i un mòdul (kit de recollida de mostres, o SCK) que inclou equipament per permetre la recol·lecció de mostres biològiques (sang, orina i saliva).

## Galeria

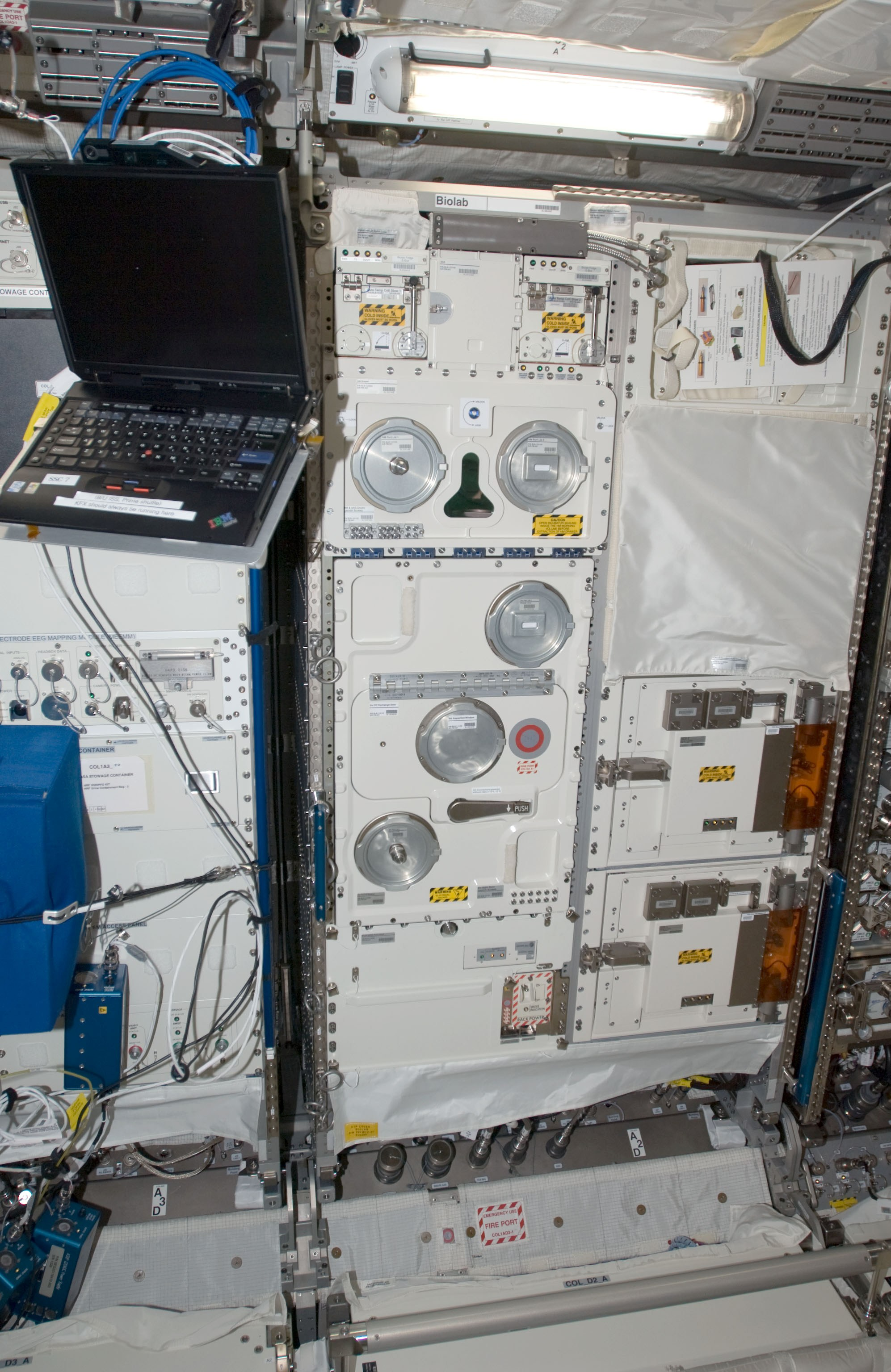
Imatge de la NASA: ISS018E032095: La fotografia mostra el Human Research Facility (HRF) rack 2; és visible el European Physiology Module (EPM). Modelatge tridimensional del projecte de l'interior i exterior de l'Estació Espacial Internacional. Presa pel PhotoSynth
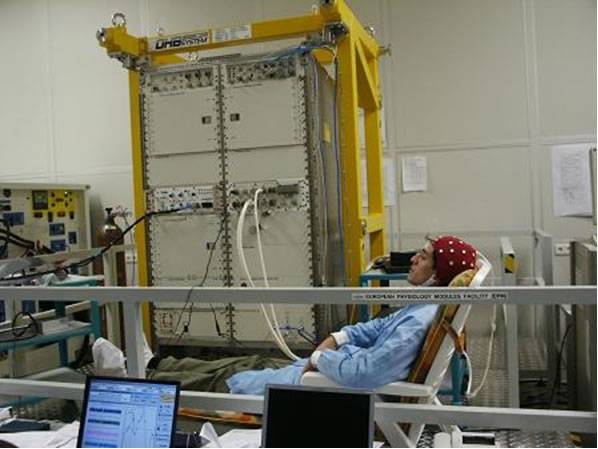
Proves d'un dels mòduls d'experiments en el European Physiology Module (EPM). Imatge proveïda per O. Amend.